# Mariä-Verkündigung-Kirche (Pribić)

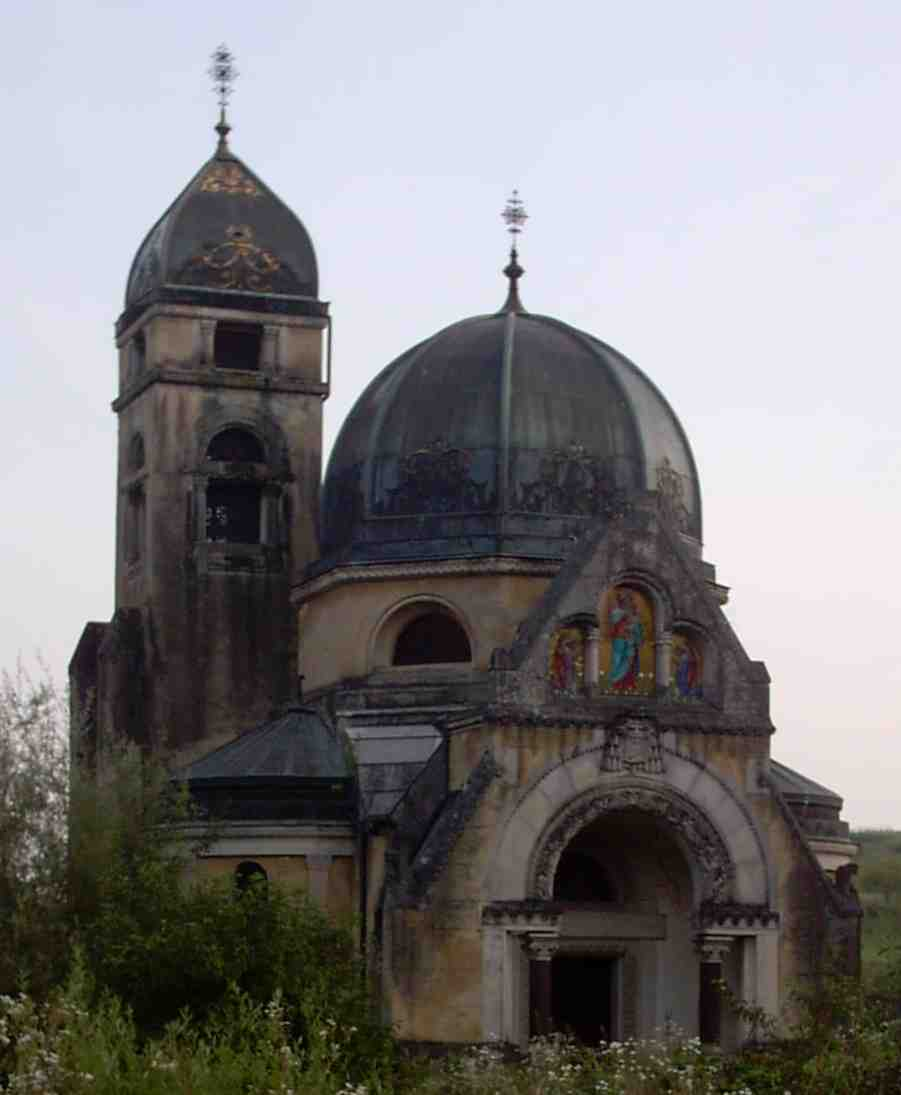
Griechisch-katholische Verkündigungskirche in Pribić vor der Restaurierung (2005)

Die Mariä-Verkündigung-Kirche ist ein Gotteshaus der griechisch-katholischen Eparchie Križevci in Kroatien.

## Geschichte
Die in der Ortschaft Strmac Pribićki, Gespanschaft Zagreb, nahe Krašić befindliche Mariä-Verkündigungs-Kirche ist ein Sakralbau im neobyzantinischen Stil. Ihre Errichtung wurde im Jahre 1911 durch den griechisch-katholischen Bischof Julije Drohobeczky in Auftrag gegeben. Baumeister war der kroatische Architekt Stjepan Podhorsky.
Die neue Kirche sollte die dreihundertjährige Kirchenunion symbolisieren, die unter Führung von Bischof Simeon Vratanja 1611 mit der römisch-katholischen Kirche in Kroatien eingegangen worden war. Das Gotteshaus befindet sich auf einer künstlich angelegten Insel in einem künstlich angelegten See. Beim Bau der Kirche wurden in das Kirchenfundament Ziegel eingefügt, die von Sakralbauten aus der ehemaligen Griechisch-Katholische Eparchie Marča stammten.
Für die 400-Jahr-Feier der Union mit der Kirche Roms im Jahre 2011 wurde das stark verfallene Kirchengebäude umfassend restauriert.